# Тихонов, Александр Николаевич (биофизик)
Александр Николаевич Тихонов — российский биофизик, доктор физико-математических наук (1987), лауреат Премии имени М. В. Ломоносова (2001).
Родился в Москве 10 августа 1948 г. Окончил физический факультет МГУ им. М. В. Ломоносова (1972), специальность — физика, специализация — биофизика, и аспирантуру (1975).
Кандидат (1975), доктор (1987) физико-математических наук. Тема докторской диссертации — «Механизмы регуляции электронного и протонного транспорта в энергопреобразующих мембранах хлоропластов».
Профессор по специальности «биофизика» (1994).
С 1975 г. на научной и преподавательской работе в МГУ, с 1994 г. главный научный сотрудник кафедры биофизики.
Соавтор книг:
- 1994 Biophysical Thermodynamics of Intracellular Processes. Molecular Machines of the Living Cell. Blumenfeld L.A., Tikhonov A.N. Springer-Verlag New York, ISBN 0-387-94179-7, 178 с.
- 1988 Лекции по биофизике фотосинтеза высших растений. Кукушкин А. К., Тихонов А. Н. Изд-во МГУ Москва, 320 с.
- 1987 Физические механизмы функционирования биологических мембран. Твердислов В. А., Тихонов А. Н., Яковенко Л. В. Изд-во МГУ Москва, 187 с.
- 1987 Физические механизмы функционирования биологических мембран. Твердислов В. А., Тихонов А. Н., Яковенко Л. В. Издательство МГУ Москва, 187 с.

Лауреат Премии имени М. В. Ломоносова 2001 года за цикл работ «Физические механизмы преобразования энергии в биологических мембранах».